# Río Las Leñas
El río Las Leñas o río de las Leñas es un curso natural de agua que nace en la alta cordillera de la Región de O'Higgins, en Chile, y que tras un corto trayecto desemboca en el río Cachapoal.

## Trayecto
El río Las Leñas nace en la laguna del Yeso en la cordillera de los Andes, atraviesa las vegas del mismo nombre, en su trayecto hacia el norte hasta desembocar en la ribera sur del río Cachapoal.: 354 

## Historia
Francisco Solano Asta-Buruaga y Cienfuegos escribió en 1899 en su Diccionario Geográfico de la República de Chile sobre el río:
Leñas (Río de las).-—Corriente de agua de la parte oriental del departamento de Caupolicán. Tiene origen en los ventisqueros de la cumbre de los Andes por los 34º 26' Lat. y 70º 02' Lon. al lado norte del cerro de los Cruceros, y corre ahocinado y rápido hacia el NO. á reunirse con el de las Vegas, formando ambos el Cachapual. Como á la mitad de su curso, que no es largo, rellena un valle angosto de unos dos kilómetros de longitud y lo convierte casi en el todo en una profunda y pintoresca laguna, denominada del Yeso, cuya superficie se halla á 2,100 metros sobre el nivel del Pacífico.
Luis Risopatrón lo describe en su Diccionario Jeográfico de Chile (1924) sobre el río:: 260 
Leñas (Rio de las). Tiene sus fuentes en las faldas W del cordón limitáneo con la Arjentina, corre ahocinado i rápido hácia el W i se vácia en la márjen S del curso superior del rio Cachapoal; cerca de sus nacimientos se encuentran poderosas capas de yeso. 66, p. 188 i 234; 119, p. 71; 134; 155, p. 365; i 156; i de la Leña en 66, p. 21 (Pissis, 1875).